# بارانداز قدیمی قوش خزائی
بارانداز قدیمی قوش خزائی مربوط به اواخر دوره قاجار است و در شهرستان سرخس، روستای قوش خزائی واقع شده و این اثر در تاریخ ۱۰ خرداد ۱۳۸۲ با شمارهٔ ثبت ۸۷۳۷ به‌عنوان یکی از آثار ملی ایران به ثبت رسیده است.